# Paul de Ribeyre
Paul de Ribeyre (* 1691/92 in Clermont; † 10. Juni 1776 in Saint-Flour) war von 1742 bis 1776 Bischof von Saint-Flour.

## Leben
Paul de Ribeyre wurde 1691 oder 1692 in Clermont (heute Clermont-Ferrand) oder zumindest im Bistum Clermont geboren. Sein Vater Paul-Antoine de Ribeyre, Herr von Nébouzat, war Schatzmeister (Trésorier de France) in Riom; seine Mutter war Cécile de Guerry. Paul de Ribeyre studierte am Seminar Saint-Sulpice in Paris, erhielt am 20. Dezember 1711 die niederen Weihen, am 1. April 1713 das Subdiakonat, am 17. März 1714 das Diakonat und schließlich am 2. April 1718 die Priesterweihe. Am 20. Juli 1718 an der Sorbonne zum Doktor der Theologie promoviert, erhielt er vom König die Abtei Saint-André-le-Bas in der Diözese Vienne als Kommende; 1734 erhielt er eine Domherrenstelle in seiner Heimatstadt und wurde Generalvikar Massillons, mit dem er eng zusammenarbeitete und der ihn auch dem Kardinal Fleury für den erledigten Bischofsstuhl von Digne empfahl. Ribeyre erhielt sein Brevet mit Datum 2. April 1742 und legte seine Kanonikerstelle am 7. Mai nieder, wurde aber schon am 12. Mai nach Saint-Flour transferiert und am 12. August auf diesen Sitz geweiht.
Als Bischof führte Mgr Ribeyre die Arbeit seines Lehrmeisters Massillon fort. Er gründete Wohltätigkeitsinstitute, wie z. B. ein Krankenhaus, die er zum Teil aus seinem eigenen Vermögen finanzierte. Jährlich überließ er den Barmherzigen Schwestern 4.000 Livres zur Verteilung an Bedürftige. Sehr am Herzen lag ihm auch seine Bischofsstadt, deren Zugang (»La Porte Ribeyre«) er für über 20.000 Livres neu gestalten ließ; er wurde 1794 im Zuge der Französischen Revolution zerstört. 25.000 Livres vermachte Ribeyre testamentarisch der Stadt zum Bau eines neuen Schulgebäudes (collège de Saint-Flour).
Mgr de Ribeyre starb nach einem 34-jährigen Episkopat am 10. Juni 1776.